# Cyaneolytta haemorrhoidalis
Cyaneolytta haemorrhoidalis es una especie de coleóptero de la familia Meloidae.

## Distribución geográfica
Habita en Sudáfrica.